# Henrik Bucht
Henrik Bucht, född 7 mars 1810 i Hietaniemi församling, Norrbottens län, död 5 december 1857 Karl Gustavs församling, Norrbottens län, var en svensk präst.

## Biografi
Henrik Bucht var son till Gustaf Bucht, som var klockare och organist i Hietaniemi kyrka; brodern Isak Bucht blev kyrkoherde i Övertorneå församling. Bucht inskrevs i Piteå skola 1824 och vid Härnösands gymnasium 1828 samt vid Uppsala universitet i oktober 1832. Sommaren 1834 prästvigdes han till pastorsadjunkt i Övertorneå församling och blev efter Johan Wijkströms död 1842 vakanspredikant och tillförordnad pastor där. I juni 1845 blev Bucht vikarierande komminister i Överkalix församling och i juli samma år pastorsadjunkt i Nedertorneå församling samt utnämndes i mars 1846 till kyrkoherde i Karl Gustavs församling i Tornedalen, där han tillträdde 1 maj samma år. 
Bucht utarbetade en sifferbok för psalmodikon som var tänkt att användas till finska psalmboken. Den utgavs 1857 i Piteå under titeln Suomalaiseen wirsi-kirjaan nuotit, jotka wirsi kanteleen tawoin ja enimitten Haeffnerin ruotsalaisen nuotti-kirjan mukaan, on yhteisen kansan hyödytyxexi numeroilla merkinyt; tryckningen bekostades delvis av Kunglig Majestät.
Bucht gifte sig 1846 med Isabella Charlotta Hackzell, som avled 1896 i Haparanda; hon var dotter till kronofogden Hans Wilhelm Hackzell och Brita Catharina Grape. Av makarnas sju barn var seminarierektorn Wilhelm Bucht äldst och komminister Henning Bucht yngst. Tonsättaren Gunnar Bucht är sonsons son till Henrik Bucht.